# さいたま市立原山小学校
さいたま市立原山小学校（さいたましりつ はらやましょうがっこう）は、埼玉県さいたま市緑区にある公立小学校。

## 規模
- 2014年度 - 児童数708人22学級（特別学級2）

## 沿革
- 1956年（昭和31年）9月- 谷田小学校より分離。浦和市立原山小学校が開校。
- 1975年（昭和50年）4月1日- 児童数増加に伴い、原山２丁目・３丁目の一部区域を新設の道祖土小学校へ編入
- 2001年（平成13年）5月1日 - さいたま市誕生により、さいたま市立原山小学校に改称。

## アクセス
- JR浦和駅から徒歩20分。